# Kálfatindur
Kálfatindur är en bergstopp i republiken Island. Den ligger i regionen Västfjordarna, 260 km norr om huvudstaden Reykjavík. Toppen på Kálfatindur är 534 meter över havet  och är den högsta punkten på fågelberget Hornbjarg.
Det finns inga samhällen i närheten.